# NGC 5537
NGC 5537 ist eine 14,3 mag helle spiralförmige Radiogalaxie vom Hubble-Typ Sb im Sternbild Jungfrau und etwa 386 Millionen Lichtjahre von der Milchstraße entfernt.
Sie wurde am 8. Mai 1864 von Albert Marth entdeckt.